# Canguro (romanzo)
Canguro (in originale inglese Kangaroo) è un romanzo di David Herbert Lawrence, pubblicato nel 1923 e ambientato nel Nuovo Galles del Sud. Racconta di un viaggio di uno scrittore, chiamato Richard Lovat Somers, con sua moglie tedesca Harriet, nei primi anni 1920. "Canguro" è il nomignolo con cui un personaggio del romanzo, Benjamin Cooley, ex-soldato e avvocato, viene chiamato. Egli è anche a capo di un'organizzazione segreta fascista paramilitare, il "Diggers Club". Altri personaggi includono Jack Calcott, vicino di casa a Sydney e Willie Struthers, attivista di sinistra. Riconoscendo al romanzo uno statuto quasi autobiografico, alcuni critici tentano di ricostruire e riconoscere quali persone vi si nascondono, anche se altri insistono sull'aspetto inventivo di Lawrence che, seppure ispirato da persone reali, ha spostato tutto su un piano letterario.

## Adattamenti cinematografici
Il romanzo è stato adattato in un film dallo stesso titolo diretto da Tim Burstall nel 1987, con Colin Friels nella parte dello scrittore, Judy Davis come sua moglie e Hugh Keays-Byrne come "Kangaroo".

## Edizioni italiane
- trad. Stefano Rosso Mazzinghi, Milano: Mondadori, 1962; Fa parte di: Tutte le opere di David Herbert Lawrence
- D. H. Lawrence, Canguro, Stampa alternativa, Viterbo 2015